# Почвопокровные растения
По́чвопокро́вные расте́ния — выделяемая в декоративном садоводстве группа низкорослых (нередко стелющихся) растений, обладающих свойством активно захватывать и удерживать новые площади. Иногда используется термин «ковровые растения».
Иногда для почвопокровных растений используют термин «ковровые растения», однако это не совсем верно, поскольку изначально под ковровыми растениями понимались лишь такие, которые использовались для формирования плотных красивых поверхностей определённого цвета, что позволяло с их помощью создавать разноцветные ковры с узорами, надписями или рисунками, при этом не все из «ковровых растений» могут быть отнесены к почвопокровным.

## Характеристика
Обычно к почвопокровным относят такие нетребовательные низкорослые растения (высотой 15—20, но не более 30 см), которые быстро разрастаются, полностью закрывая почву и подавляя при этом сорняки, а также обладают свойствами декоративной стабильностью, то есть имеют декоративный вид в течение всего вегетативного сезона (в тропических и субтропических регионах — в течение всего года).

## Использование
Почвопокровные растения используются для создания ярких пятен на газоне, украшения рокариев и почвы между плит дорожек, бордюров в цветниках.
В отличие от газонов, имеющих обычно стойкость к вытаптыванию, к участкам, на которых растут почвопокровные растения, подобных требований не предъявляется, а потому ходить по таким участкам не рекомендуется.
Поскольку почвопокровные растения обладают способностью защищать почву от выдувания и смыва, их используют при рекультивации земель.

## Некоторые почвопокровные растения
В качестве почвопокровных используют прежде всего вечнозелёные растения — это могут быть как раскидистые многолетние травы, так и плотные кустарники. Не обязательно, чтобы они цвели, поскольку такое требование не является для них данной группы растений важным. В качестве временных почвопокровных растений можно использовать однолетние растения, например, настурцию.
- Gazania rigens — Газания жестковатая
- Hedera — Плющ (некоторые виды)
- Juniperus — Можжевельник (некоторые виды)
- Leucanthemum — Нивяник (некоторые виды)
- Lysimachia nummularia — Вербейник монетный
- Mentha — Мята (некоторые виды)
- Sagina subulata — Мшанка шиловидная
- Saxifraga — Камнеломка (некоторые виды)
- Tropaeolum — Настурция (некоторые виды)
- Vinca major — Барвинок большой
- Vinca minor — Барвинок малый
- Agróstis stolonífera — Полевица побегоносная

На одном месте можно выращивать одновременно несколько видов почвопокровных растений, однако следует учитывать, что со временем один вид обычно вытесняет другой.